# 코차니시

코차니 시의 위치

코차니시(마케도니아어: Општина Кочани)는 마케도니아 공화국 동부에 위치한 지방 자치체로 행정 중심지는 코차니이며 면적은 375.44km2, 인구는 38,092명(2002년 기준)이다. 북쪽으로는 크리바팔란카 시, 서쪽으로는 크라토보 시와 프로비슈티프 시, 동쪽으로는 마케돈스카카메니차 시와 비니차 시, 남쪽으로는 체시노보오블레셰보 시, 즈르노프치 시와 접한다.